# アジアエージグループ選手権
アジアエージグループ選手権とは水泳の国際大会の一つであり、競泳、飛込、水球 アーティスティックスイミングが催される。
アジアの国々のジュニア選手たちが戦う。
日本人では瀬戸大也・赤瀬紗也香・萩野公介などの選手が代表選手として選ばれたことがある
。

## 主旨
競技力の向上と各国スイマーとの友好を深め国際親善に寄与する
。

## 日本における選考対象大会
過去にはJOCジュニアオリンピックカップ水泳競技大会や日本選手権が選考対象の大会として指定されたことがある。

## 開催地
| 回 | 年度 | 都市                 |
| -- | ---- | -------------------- |
| 6  | 2009 | 東京                 |
| 7  | 2011 | ジャカルタ           |
| 8  | 2015 | バンコク             |
| 9  | 2017 | タシュケント         |
| 10 | 2019 | バンガロール         |
| 11 | 2024 | ニュークラークシティ |

## 主な日本人選手の活躍
ここに掲載するのは個人種目だけである
- 2007年大会

瀬戸大也
　100mバタフライ優勝、200バタフライ優勝、200m個人メドレー準優勝、400m個人メドレー準優勝
赤瀬紗也香
　50m背泳ぎ3位、100m背泳ぎ優勝、200m背泳ぎ優勝
萩野公介
　50m背泳ぎ優勝、200m個人メドレー優勝、400m個人メドレー優勝
- 2009年大会

平井彬嗣
　400m自由形優勝、800m自由形優勝、1500m自由形優勝
加納雅也
　50m平泳ぎ優勝、100m平泳ぎ優勝、200m平泳ぎ優勝